# ماندگاری دید

این کارتون انیمیشن از یورتمه رفتن یک اسب است و در در هر ثانیه ۱۲ نقاشی نمایش داده می‌شود،

ماندگاری دید، ماندگاری تصویر یا تداوم دید، (به انگلیسی: persistence of vision) تئوری است که در آن تصور می‌شود پس از مشاهده تصاویر از محیط اطراف، پس‌دید برای حدود یک شانزدهم ثانیه بر روی شبکیه چشم، باقی بماند.
این پدیده، پایه و اساس ابداع انیمیشن است. وقتی تصاویر حدوداً با سرعت 24 فریم بر ثانیه از مقابل چشم ما عبور می کنند قادر به تشخیص تک تک آن‌ها نخواهیم بود و تصویری پیوسته در قالب یک انیمیشن را می‌بینیم.
انیمیشن امکانی از این پدیده بیولوژیکی و یک پدیده حیاتی بنام پدیده فی (به انگلیسی: phi phenomenon) می‌باشد.
هنگامی که یک شی که توسط انسان دیده می‌شود از آن شی یک نگاشت شیمیایی در شبکیه چشم برای مدت زمان کوتاهی باقی می‌ماند که باعث می‌شود که یک سری تصاویر توسط مغز به صورت پشت سر هم عبور کنند (با سرعت معین) و یک حرکت تصویری را ایجاد نمایند.
تصویر تلویزیونی در هر ثانیه 24 فریم می‌سازد این سرعتی است که در آن هر فریم با فریم بعدی جایگزین می‌شود و تصاویر در هم آمیخته را به صورت تصاویر متحرک نشان می‌دهد.
در بعضی از فیلمهای نقاشی متحرک برای هر ثانیه ۱۲ فریم نقاشی می‌کنند و به هنگام فیلم برداری از هر نقاشی ۲ فریم فیلم می‌گیرند.
در بعضی از موضوع‌ها هر قدر سرعت حرکت کمتر باشد به تعداد نقاشی بیشتری نیاز داریم و بالعکس.

## تاریخچه
در آثار ابن هیثم این پدیده به عنوان یکی از مولفه های پیوستگی دیدار بررسی شده است. کشف تداوم دید به شاعر رومی لوکرتیوس نسبت داده شده، اگر چه او به این پدیده تنها در ارتباط با تصاویری که در خواب دیده می‌شود، اشاره دارد. اما کسی که پایه و اساس این نظریه را برای نخستین بار به صورت علمی تشریح کرد پیتر مارک رُژه (به فرانسوی: Peter Mark Roget) نام داشت. او در سال ۱۸۲۴ میلادی با انجام با برخی از آزمایش‌های استروبوسکوپیک، اعلام کرد که مغز انسان تصویری را که بر شبکیهٔ چشمش می‌افتد، تا زمانی حدود یک بیستم تا یک پنجم ثانیه، پس از کنار رفتن تصویر از مقابل چشم همچنان حفظ می‌کند. در غیر این صورت ما می‌توانستیم از صدها بار پلک‌زدن در طول روز آگاهی بیابیم. ذهن هیچ تصوری از پلک‌زدن ندارد زیرا با این که پلک در مدت کمتراز یک ثانیه روی چشم را می‌پوشاند، در همین حال تجسمات پیش از پلک‌زدن محفوظ مانده‌اند.
ماندگاری دید هنوز هم اصطلاح پذیرفته شده‌ای برای این پدیده است و در عرصهٔ تاریخ سینما در روزهای نخست نوآوری فیلم،  از لحاظ علمی، توجیه کننده بود.